# 塘坊清真寺
塘坊清真寺，位于中国青海省循化县街子乡塘坊村，为青海省市县级文物保护单位，公布日期为1987年5月12日，类型为古建筑。
塘坊清真寺的历史年代为清。